# Ульрих, Вольфганг
Вольфганг Ульрих (нем. Wolfgang Ullrich; род. 27 августа 1950, Вена) — бывший глава «Audi Motorsport», спортивного подразделения немецкого автопроизводителя «Audi» с ноября 1993 года. Под его руководством команда «Audi» выиграла «24 часа Ле-Мана» тринадцать раз: в 2000—2002, 2004—2008 и 2010—2014 годах.

## Биография

### Ранние годы
Учился автомобильной инженерии в Вене. Ульрих — доктор технических наук.
После окончания учёбы он пришёл на работу в «Steyr-Daimler-Puch», но, желая привлечь его автоспорт, с ним связались представители «Renault Sport» и предложили работу в их команде Формула-1. Вскоре после этого Renault Sport отозвала свое предложение из-за бюджетных ограничений, наложенных материнской компанией. В конце концов он присоединился к «Porsche» для работы над проектом двигателя «TAG», а после ухода немецкого производителя из Формулы-1 в конце 1987 года он продолжил работу над серийными двигателями. Осенью 1993 года, когда он работал в «Gillet», с ним связался Герберт Демель, бывший университетский коллега и директор отдела конкуренции «Audi Sport», и спросил его, не хочет ли он заменить его в офисе. Ульрих немедленно согласился.

### Начальник спортивного подразделения «Audi»
С 1993 года Ульрих возглавляет отдел спортивных и специальных разработок «Audi». В этой роли он отвечает за множество различных проектов «Audi Sport», таких как регулирование «Audi A4 Super Touring», прототипа «Audi R18» в Ле-Мане, Audi RS5 DTM и разработки дизельного гибридного двигателя. С 2009 года он отвечает за развитие «Audi R8».
В ноябре 2015 года Ульрих продлил контракт, что позволит ему остаться на своем посту после 67-летия в 2017 году. Политика компании «Volkswagen Group» заключается в том, что все сотрудники, за исключением высшего звена высшего руководства, должны уйти на пенсию в возрасте 65 лет.
С тех пор, как Ульрих стал главой «Audi Sport» в ноябре 1993 года, под его руководством фирма добилась многочисленных успехов в Супертуризме, 13 побед в «24 часах Ле-Мана», а также семи титулов пилотов DTM и четырёх титулов конструкторов DTM.